# Cegă

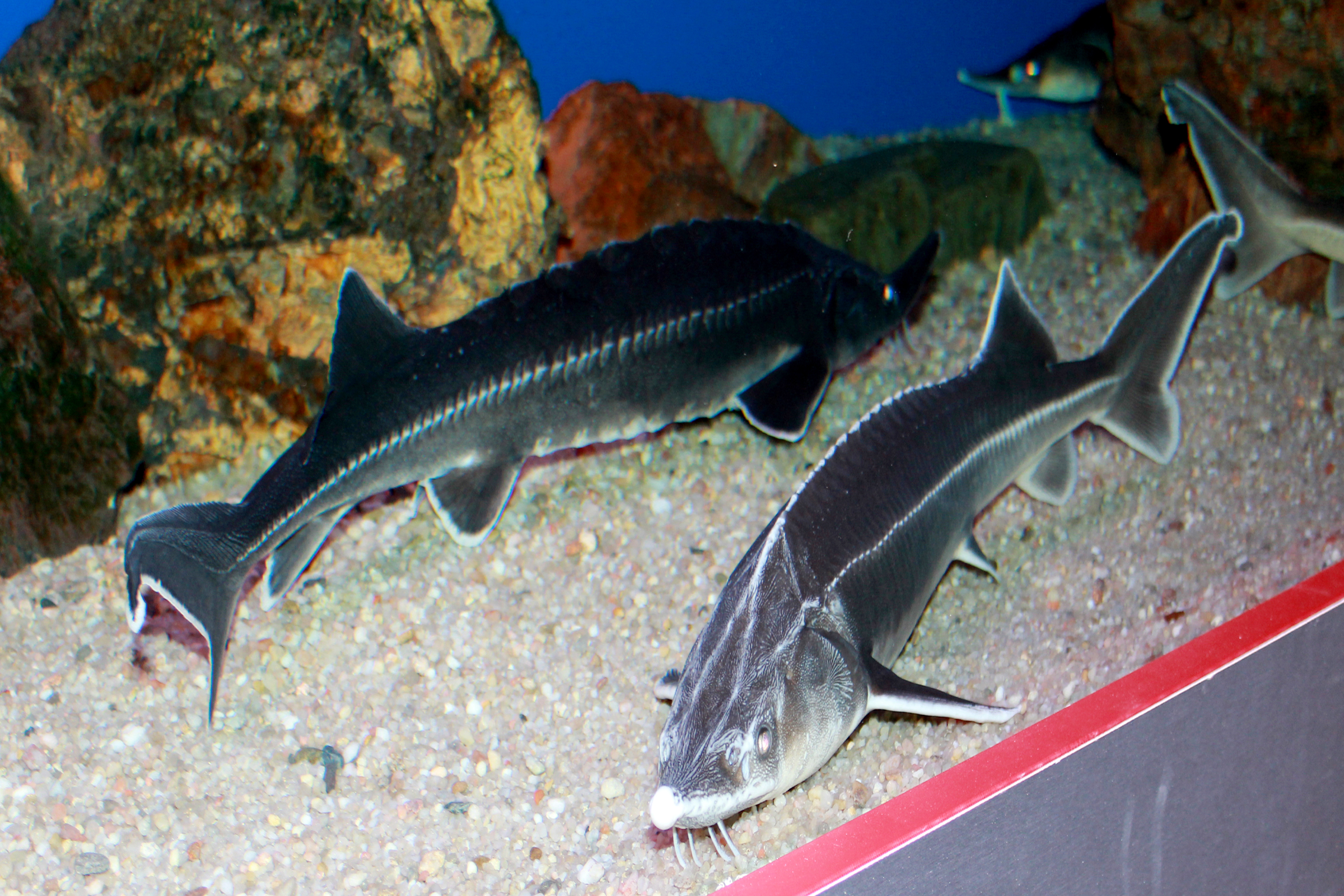

Cega (Acipenser ruthenus) este o specie comună de sturion euro-asiatic. Este unul dintre cei mai mici sturioni, o specie comună în Europa centrală. Cega este pescuită, dar poate fi și crescută pentru caviarul sau gelatina ce se obțin din icrele sale sau capturată pentru acvaristică.  
Deși este membru al familiei sturionilor, este un pește exclusiv de apă dulce. 
Se găsește în Dunăre. Preferă apele adânci și limpezi, cu fund tare, apropiindu-se de mal numai dacă acesta este abrupt. Nu suportă apele tulburi și pe cele sărace în oxigen. 
Se hrănește cu crustacee și larve de insecte.
Măsoară în medie 40–50  cm și cântărește 4-5 kg, putând ajunge la 1-1,25 m și 16 kg.
Carnea și icrele sunt foarte apreciate.

## Etimologia denumirii științifice
Din latina Acipenser = nume dat de Plinius nisetrului + ruthenus = rusesc.

## Denumiri populare
Cegă, cigă, ceciugă, ciciugă, ciuciugă, cegă de Tisa, nosfiță, scegă, scigă, sucigă.

## Denumiri străine
- Austria: Sterlett.
- Bulgaria: Чига (Cigă).
- Republica Cehă:  Jeseter malý, Sterlet.
- Danemarca: Sterlet.
- Finlanda: Sterletti.
- Franța: Sterlet, Esturgeon de Sibérie.
- Germania: Sterlet, Sterlett, Kleiner stöhr, Stierl, Stör, Störl, Sturl, Stürl.
- Norvegia: Sterlett.
- Polonia: Sterlet, Czeczuga.
- Federația Rusă: Стерлядь (Sterleadi)
- Republica Slovacă: Jeseter malý.
- Spania: Esterlete, Esturión de Siberia.
- Suedia: Sterlett.
- Turcia: Çiga baligi (Ciga balâc), Çuka baligi (Ciuca balâc).
- Ucraina: Стерлядь (Sterleadi).
- Ungaria: Kecsege.
- SUA și Regatul Unit: Sterlet

## Dimensiuni
Cega nu ajunge la dimensiunea celorlalți sturioni, fiind cel mai mic reprezentant al genului Acipense.
Lungimea obișnuită fiind 40—70 cm, maximă 1,0—1,25 m. Greutatea obișnuită 1—5 kg, maximă 8—16 kg. În Dunăre, în mod obișnuit, se pescuiesc exemplare de 60—70 cm, în greutate de 0,5—5 kg, se prind, însă, și exemplare de 8—10 kg și 80-100 cm.
Poate trăi 26-27 ani. Se pescuiesc de obicei exemplare de 4-11 ani.

## Distribuția geografică
Specii larg răspândită care trăiește în fluviile bazinului ponto-caspic (fluviile din bazinele hidrografice din nordul Mării Negre, Mării Caspice și marea Azov, de la Dunăre până la Kuban și Terek), precum și în unele fluvii ce se varsă în bazinul Mării Albe (în râul Dvina Nordică), Mării Kara, Mării Barents și Oceanul Arctic, fiind găsită în râurile din Siberia de la Obi până la Ienisei (aici este reprezentată prin rasa marsiglii.). Prin sistemul canalelor, a pătruns în lacurile Ladoga și Onega. Apele unde abundă această specie sunt fluviile Volga și Cama; în schimb, este foarte rară în Marea de Azov.
În Dunăre, se urcă până la Viena și chiar până în Bavaria și intră în râurile Drava, Tisa, Mureș, Someș, Salzach, Prut, iar - prin Mur - ajunge până la Graz.  În afluenții Tisei, este semnalată în Rusia Subcarpatică. A fost găsită și în Nistru.

### Distribuția geografică în România
În România este întâlnită în Dunărea de la intrarea în țară și până la vărsare, fiind specie dominantă între Orșova și Coronini (orașul Moldova Nouă).  Este des întâlnită în regiunea Brăilei, chiar în fața orașului, în brațul Borcea (unde există și o comună cu numele de Cegani), iar în susul Dunării - la Silistra, Topalu, Turnu-Măgurele, Turnu-Severin și Vârciorova. Foarte rară în delta Dunării (brațul Sulina și de la Isaccea în jos, pe brațul Sf. Gheorghe). 
În mare ajunge cu totul excepțional (câteva exemplare au fost pescuite în mare, la Agigea). Pătrunde ocazional în bălțile Dunării. A fost întâlnită în lacul Razelm.
Primăvara, intră în cursul inferior al afluenților Dunării (Jiu, Olt, Argeș, Prut, Siret, etc), unde nu se menține.
În Someș trăiește o populație sedentară, de la Dej până la ieșirea din țară. În Mureș se întâlnește de la Aiud până la vărsare, mai frecvent între Deva, Orăștie și Zam.
A fost introdusă prin populare în balta Jirlău, în 1949, de Direcția Pisciculturii fără a mai avea vreo știre despre aclimatizarea ei aici.

### Distribuția geografică în Republica Moldova
Se semnalează în sectoarele de mijloc și de jos ale Nistrului, lacul de acumulare Dubăsari, brațul Turunciuc și în cursul inferior al Prutului.

## Habitatul și comportamentul
Cega este ca și viza o specie de sturion pur dulcicolă (de apă dulce), bentonică și reofilă,
care trăiește și se reproduce în apele mari curgătoare din fluviile bazinului ponto-caspic și Arctic.
Însă în trecut existau și forme semianadrome care pătrundeau și în apa salmastră din nordul Mării Caspice, dar numai în fața gurilor fluviilor. Ca și viza, cega, în apele din România, se întâlnește în Dunăre; numai extrem de rar coboară în mare, întâlnindu-se exemplare rătăcite prin fața gurilor Dunării. Prin sistemul canalelor, a pătruns și în lacuri mari (Ladoga și Onega). În bălțile Dunării cega pătrunde numai incidental.
Înainte de reproducere cega execută oarecare migrațiuni pe fluvii în sus. 
Cega trăiește în râuri mari cu apă adâncă și limpede (în cursul Dunării, Mureș și Someș). De regulă, stă la adânc, unde fundul este tare (pietros sau argilos), preferând gropile după care urmează un banc sau prag mai ridicat; aceste locuri sunt situate, de obicei, după coturile fluviilor, unde pescarii își așează instrumentele. Se apropie rar de maluri, în locurile unde malul este abrupt. În Dunăre, se ține în apropierea malurilor numai atunci când acestea sunt abrupte. Așa se explică de ce la malul sârbesc și bulgăresc se prind mai multe exemplare decât la noi. Cega iernează în grupuri mari, în gropi adânci cu fund tare.
Ea nu poate suporta apa tulbure, retrăgându-se la adânc când râul se tulbură mult. De aceea, când, după o ploaie, râurile aduc în Dunăre nămol, cega se retrage la fund, în locurile cele mai adânci. Din acest motiv, pescarii din regiunea Brăilei știu că după o ploaie trebuie să tragă cu setcile în locuri anumite, unde cega vine în cantități foarte mari și se adună pe fund chiar în albia apei (Antipa). Observațiile făcute de către ihtiologii sovietici, au arătat că cega nu poate trăi în apele ce au mai puțin de 3,5—3,0 mg oxigen la 1 litru.

## Hrana
Se hrănește cu larvele acvatice ale insectelor, crustacei mici, icrele altor pești. Hrana preferată a cegii o formează larvele de insecte, cum sunt chironomidele (Chironomus, Cryptochironomus),  trihopterele (Hydropsyche) și efemeridele (rusaliile sau vetricele). În gropile adânci, cu pietre, se hrănește cu crustaceul amfipod Corophium, care acoperă pietrele. Aceste locuri adânci sunt cunoscute de către pescarii care pescuiesc cegă. 
În partea superioară a zonei cataractelor Dunării (în amonte de Șvinița) cegă se hrănește mai ales cu amfipodul Chelicorophium curvispinum (Corophium curvispinum) (76,6% din hrană), larvele tricopterului Hydropsyche ornatula (10,8%), larvele chironomidelor (Chironomus f.l. reductus reprezintă 8,21% din hrană); larvele de efemeride și celelalte elemente nutritive joacă un rol neînsemnat în hrană. 
Pe traseul iugoslav al Dunării (în amonte de Belgrad — Baziaș), hrană principală o constituie larvele tricopterului Hydropsyche ornatula (41,6%) și ale chironomidului Beckidia zabolotzkyi (Cryptochironomus zabolotzkii) (35,54%); amfipodul Corophium e consumat în cantități mult mai mici.
În cursul inferior al Dunării (sectorul Giurgiu - Hârșova), hrana principală a cegii o constituie larvele efemeridelor Polymitarcis virgo și Palingenia longicauda care se dezvoltă la adâncimi de 6—8 m (prima specie este consumată mai ales în lunile mai și iunie, a doua în tot cursul anului). Prezența acestor larve constituie locuri bune de hrănire a cegii, deci și locuri de aglomerare a ei. În afară de aceste efemeroptere se mai hrănește și cu larvele tricopterului Hydropsyche și cu larvele de chironomide, mai puțin cu larvele efemeropterului Oligoneuriella rhenana, larvele de plecoptere și odonate.